# World Cosplay Summit
El World Cosplay Summit (世界コスプレサミット Sekai Kosupure Samitto?), también conocido como WCS, es un evento anual internacional relacionado con el cosplay que promueve el intercambio amistoso internacional a través de la cultura popular japonesa. El evento es organizado por TV Aichi y se realiza en la ciudad de Nagoya, Japón. Desde el 2005 el evento fue organizado como un concurso de cosplay, el World Cosplay Championship, y por lo tanto las eliminatorias para el campeonato son realizados en los respectivos países de los participantes.
Debido a su popularidad en el extranjero, desde 2008, tres ministerios de Japón dieron su apoyo al evento; el Ministerio de Asuntos Exteriores (MOFA), el Ministerio de la Tierra, Infraestructura y Transporte (MLIT), y el Ministerio de Economía, Comercio e Industria (METI).
A partir de 2005, el evento es realizado en un período de dos días; el Cosplayer Parade (Desfile Cosplayer) se realiza en el primer día y el Cosplay Championship (Campeonato Cosplay) en el segundo día.
Su revista oficial es el "Yearly Cosplay Dance" inspirado en las revistas de manga, solo con fotos de Cosplay. Es líder en Japón, compitiendo con "Monthly Cosplay Mandarin", de Kodansha y "Weekly Cosplay Nautical" de Shueisha. Su Moe gijinka oficial es "Hatsukamen Kosun y Hatsukamen Puren

## Historia

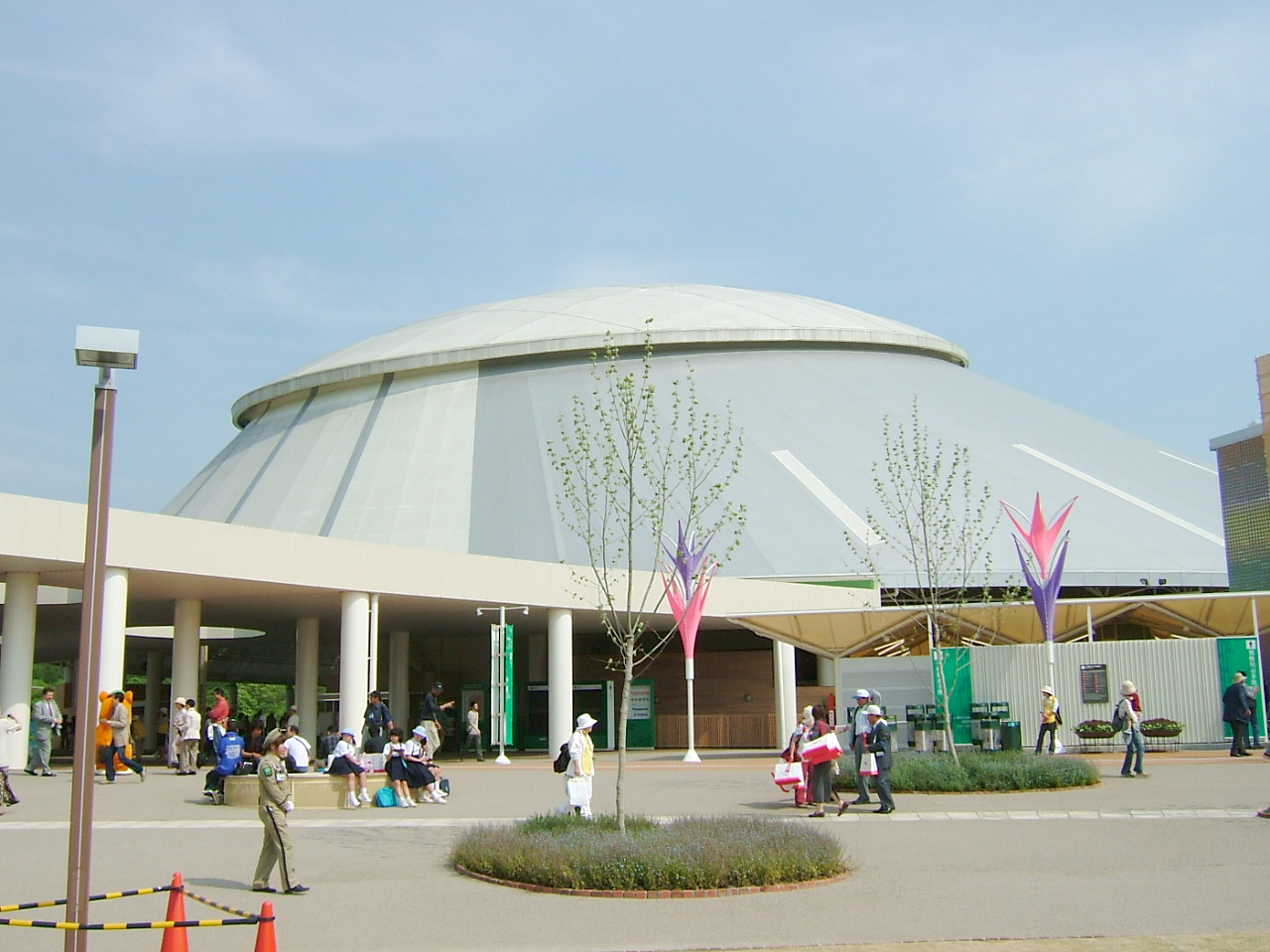
Expo Dome, lugar del Cosplay Championship 2005.

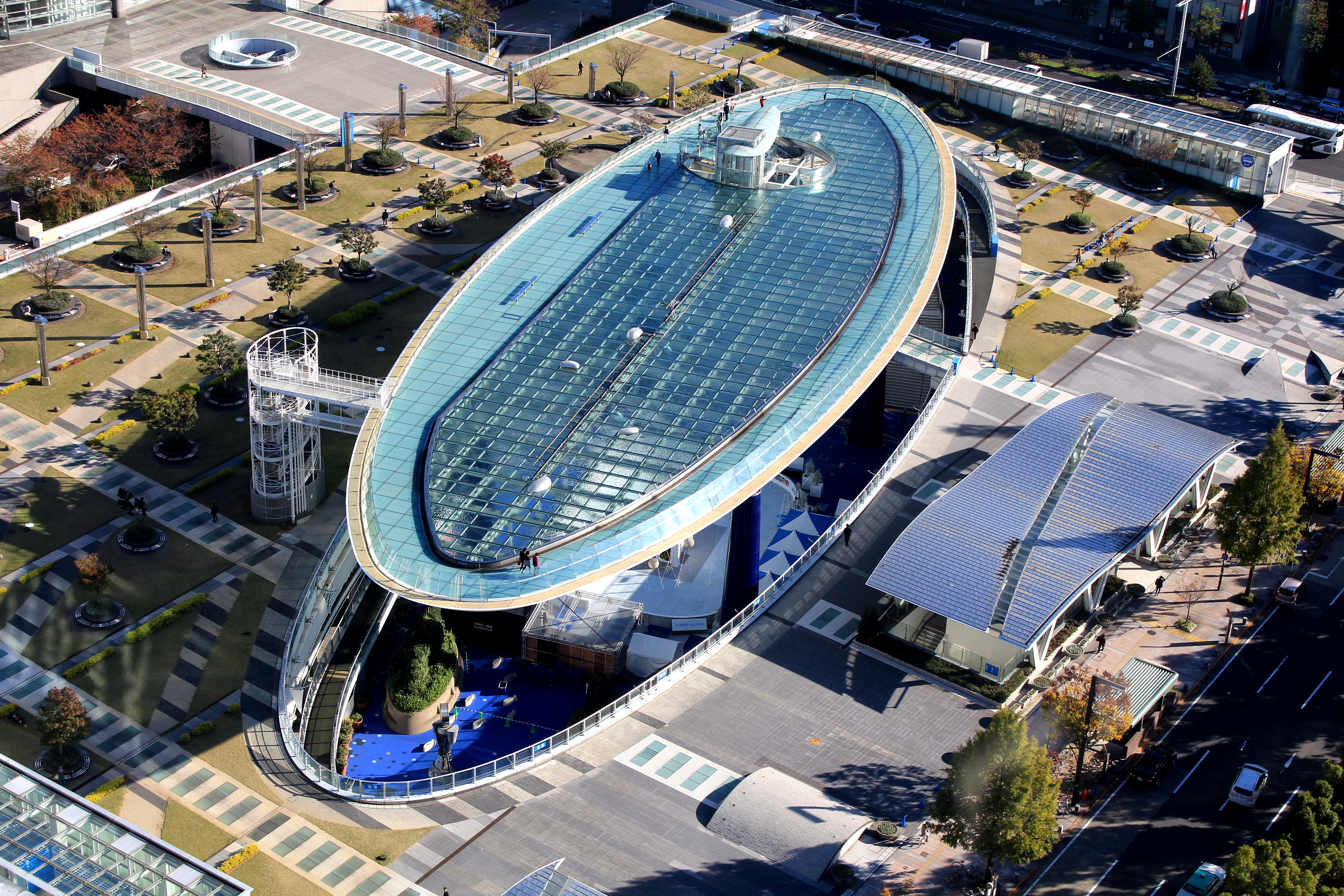
Oasis 21, actual lugar del Cosplay Championship.

El primer WCS se realizó en 2003, como respuesta a la popularidad internacional del cosplay, hecho por fanáticos del anime y manga japonés, y tuvo una presentación especial en la Expo 2005 en Nagoya.

### 2003
El primer evento fue realizado el 12 de octubre en el Rose Court Hotel de Nagoya. Cinco cosplayers fueron invitados provenientes de Alemania, Francia e Italia; hubo jueces y sesiones de fotos. TV Aichi, organizador del WCS, documentó la realidad del manga y el anime en Fráncfort (Alemania), París (Francia) y Roma (Italia), en un programa llamado "MANGA es una lingua franca del mundo" (MANGAは世界の共通語?). Fue emitido el 24 de noviembre.

### 2004
Fue realizado el 1 de agosto en el área comercial de Ōsu en Naka-ku (Nagoya). Ocho cosplayers fueron invitados de Alemania, Francia, Italia y Estados Unidos.
El Cosplayer Parade se realizó a partir de este año. Cien cosplayers japoneses participaron en la parada junto con los cosplayers extranjeros.

### 2005
El evento tuvo dos lugares: el Cosplayer Parade fue hecho en Ōsu el 31 de julio y el Cosplay Championship se realizó en el Expo Dome el 7 de agosto durante el Expo 2005. 40 personas de siete países participaron en el primer Cosplay Championship, y el concurso fue ganado por Italia.
El propósito del evento fue animar el Expo 2005 en Nagoya, por lo tanto el organizador de la Expo (la Asociación Japonesa de la Exposición Mundial de 2005) patrocinó el WCS en 2005.

### 2006
El Cosplay Championship fue realizado por vez primera en el Oasis 21 en Higashi-ku (Nagoya).
A partir de este año, el Ministerio de Asuntos Exteriores (MOFA) y el Ministerio de la Tierra, Infraestructura y Transporte (MLIT) patrocinarían el evento.

### 2007
Nuevamente el Cosplay Championship sería realizado en el Oasis 21. El evento formó parte de la campaña “Vista Japón” de 2007 del MLIT.

### 2008
El Ministerio de Economía, Comercio e Industria (METI) se convierte en patrocinador del evento.

### 2009
En abril de 2009, una "Cumbre Mundial de Cosplay del Comité Ejecutivo" se creó para apoyar el desarrollo y la expansión de la WCS. El Desfile de Osu creció a 500 personas. 30 Cosplayers representantes de 15 países se presentaron en el campeonato para un público de 12.000 visitantes. El primer Simposio Internacional de Apoyo se celebró en la Universidad de Nagoya, donde "MENTE HACIA AFUERA: Impacto de cosplay en todo el mundo y las interpretaciones en Japón" fue uno de los temas en discusión.

### 2010
Una nueva categoría con un bono de 50 puntos se agregó a las reglas.
Malasia se convierte en el 17° país en participar de la competición.

## Campeonato Mundial de Cosplay

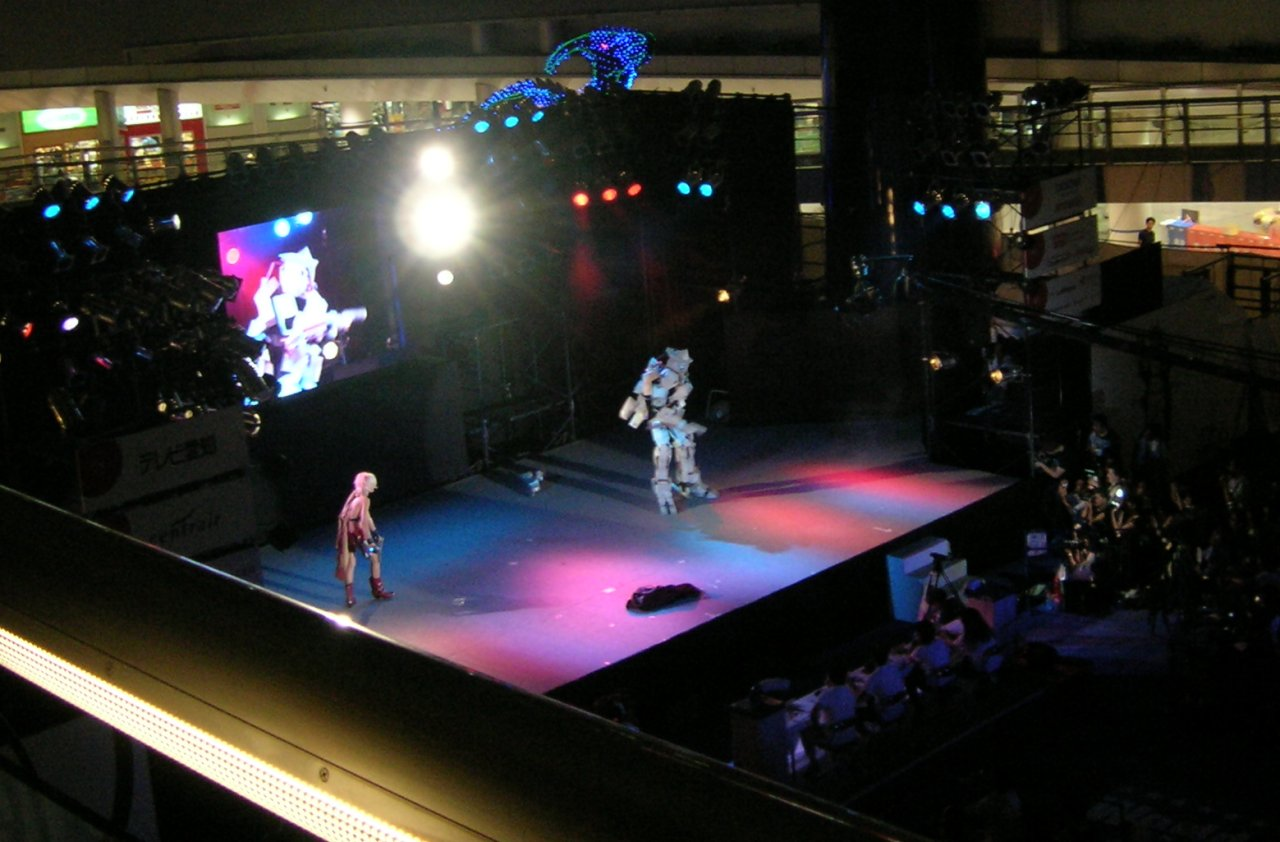
Ejecución de los cosplayers brasileños, campeones del WCS 2008.

La principal regla para concursar es caracterizar a un personaje del manga, anime o videojuego japonés.

### Resultados
| Año  | Gran Campeón | Gran Campeón                                                                        | Segundo lugar  | Segundo lugar                                                       | Premio especial de "Brother Industries" | Premio especial de "Brother Industries"                   |
| ---- | ------------ | ----------------------------------------------------------------------------------- | -------------- | ------------------------------------------------------------------- | --------------------------------------- | --------------------------------------------------------- |
| 2005 | Italia       | Giorgia Vecchini Francesca Dani Emilia FATA LIVIA Elena FATA LIVIA                  | –              | –                                                                   | Japón                                   | Nakamura-han                                              |
| 2006 | Brasil       | Maurício Somenzari L Olivas (Mah Psylocke) Mônica Somenzari L Olivas (Kawaii Aeris) | Japón          | Mariko Cyoko                                                        | Japón                                   | Goldi Aoisakuya                                           |
| 2007 | Francia      | Damian Ratte Isabelle Jeudy                                                         | Japón          | Kikiwan Naoki Shigure                                               | México                                  | Linaloe Rodríguez Rivera Alejandra Rodríguez Rivera       |
| 2008 | Brasil       | Jéssica Moreira Rocha Campos (Pandy) Gabriel Niemietz Braz (hyoga de toalha)        | China          | Zhao Chin Zhang Li                                                  | Japón                                   | Yui Mino                                                  |
| 2009 | Japón        | Yuri Rie                                                                            | España         | Bereniç Serrano (Piruletosa) Laura Fernández (Madoka)               | Estados Unidos                          | Elizabeth Licata India Davis                              |
| 2010 | Italia       | Luca Buzzi Giancarlo Di Pierro                                                      | Brasil         | Gabriel Niemietz Gabrielle Valério                                  | Tailandia                               | Orawan Patawicoon                                         |
| 2011 | Brasil       | Mauricio Somenzari (Balthier) Monica Somenzari (Artema)                             | Italia         | Daniela Maiorana (Chocolat Meilleure) Marika Ronkon (Vanilla Mieux) | Australia                               | Jessica Allie (Carmilla) Tessa Beattie (Vampire Hunter D) |
| 2012 | Japón        | Kaito (Chicage Kazama) Yukari Shimotsuki (Toshizou Hijikata)                        | Singapur       | Frank Koh (Solar Aquarion) Valeria (Otoha)                          | Singapur                                | Frank Koh (Solar Aquarion) Valeria (Otoha)                |
| 2013 | Italia       | Ankoku Daishogun Mazinkaiser Shitou                                                 | Estados Unidos | Alice Liddell Vivaldi (Wonderful Wonder World)                      | Estados Unidos                          | Alice Liddell Vivaldi (Wonderful Wonder World)            |
| 2014 | Rusia        | Nek (Neko-tin) Nichi                                                                | Italia         | NadiaSK Mogu Cosplay (Kaleido Star)                                 | Dinamarca                               | Cesare Borgia Lucrezia Borgia (Cantarella)                |
| 2015 | México       | TWIN Cosplay: Juan C. Tolento \| J.M. 'Shema' Arroyo                                | Italia         | Akiba (Manuel Capitani) Luca Buzzi                                  | Estados Unidos                          | Alpacosplay (Ashley Rochelle) Yummy Gamorah (Sarah R.)    |

1. ↑  Campeón grupal:  Francia (Pauline Mesa, Laurence Guerumond Wendy Roeltgen)
2. ↑  Campeón individual:  Italia Giorgia Vecchini
3. ↑  Tercero:  Italia (Alessandro Leuti, Alessia de Magistris)

### Jueces
| Año  | Jueces |
| ---- | --- |
| 2005 | Leiji Matsumoto Hironobu Kageyama Ippongi Bang Akifumi Takayanagi (TV Aichi) Shin Nagai (Tokyo Mode Gakuin) |
| 2006 | Gō Nagai Hiroshi Kitadani Essai Ushijima (crítico de cosplay) Yuji Tokita (MOFA) |
| 2007 | Monkey Punch Ichirō Mizuki Essai Ushijima (crítico de cosplay) Yuji Tokita (MOFA) Ken Nagata (MLIT) |
| 2008 | Yumiko Igarashi Rica Matsumoto 10 jueces generales |
| 2009 | Gō Nagai Toru Furuya (seiyū) Ichirō Mizuki (cantante) Hamada Britney |
| 2010 | Toru Furuya (seiyū) Hironobu Kageyama HIMEKA (cantante) Kentaro Ochiai Chisato Arai (TV Aichi) Nobuo Aizawa (TV Aichi) |
| 2011 | Tōru Furuya JAM Project (Hironobu Kageyama, Masaaki Endo, Hiroshi Kitadani, Masami Okui y Yoshiki Fukuyama) Takaaki Kitani (Presidente de Bushiroad) Inui Tatsumi (Administrador web de Cure) Masaaki Nagase (Editor jefe de Tokai Walker) |
| 2012 | Tōru Furuya Go Nagai Inui Tatsumi (Administrador web de Cure) May'n Rica Matsumoto |
| 2013 | Tōru Furuya Tomokazu Sugita Inui Tatsumi (Administrador web de Cure) Mel Kishida (Ilustrador) Ikenotani Ken (Productor de ACOS) |
| 2014 | Tōru Furuya Mika Kanai Mel Kishida (Ilustrador) Inui Tatsumi (Administrador web de Cure) Andrea Vesnaver (Representante de Italia, ganador del WCS 2013) Dr.Oh (Productor de Bushiroad) Azuma Fukashi（Productor de TV Tokyo) |
| 2015 | Tōru Furuya Inui Tatsumi (Administrador web de Cure) Nek y Nichi (Representantes rusos, ganadores del WCS 2014) Nakazato Ikuko ( Departamento editorial de Kodansha Nakayoshi Aria) Nao Hirasawa (Productor de Animación de Ultra Super Pictures Ltd.) Ryutaro Ichimura (Productor de Square-Enix en Dragon Quest) Tomokazu Tashiro (Compositor) Åsa Ekström (Dibujante sueca) |
| 2016 | Tōru Furuya Kaoru Yasuda (Representante de Comiket) Twin Cosplay (Representantes mexicanos, ganadores del WCS 2015) Keishū Ando (Artista de manga) Tatsumi Inui (Mánager de World Cosplay) Por Anunciar |

## Países participantes
| Año  | #  | Países participantes | Comentaristas invitados     | Fecha                     | Recinto               |
| ---- | -- | --- | --------------------------- | ------------------------- | --------------------- |
| 2003 | 4  | Alemania Francia Italia Japón | –                           | 12 de octubre             | Rose Court Hotel      |
| 2004 | 5  | Alemania Francia Italia Japón Estados Unidos | –                           | 1 de agosto               | Área comercial de Osu |
| 2005 | 7  | China Francia Alemania Italia Japón España Estados Unidos | Tōru Furuya Tomoe Shinohara | 31 de julio               | Área comercial de Osu |
| 2005 | 7  | China Francia Alemania Italia Japón España Estados Unidos | Tōru Furuya Tomoe Shinohara | 7 de agosto               | Expo Dome             |
| 2006 | 9  | Brasil China Francia Alemania Italia Japón Singapur España Tailandia | Tōru Furuya                 | 5 de agosto               | Área comercial de Osu |
| 2006 | 9  | Brasil China Francia Alemania Italia Japón Singapur España Tailandia | Tōru Furuya                 | 6 de agosto               | Oasis 21              |
| 2007 | 12 | Brasil China Dinamarca Francia Alemania Italia Japón Corea del Sur México Singapur España Tailandia | Tōru Furuya Shoko Nakagawa  | 4 de agosto               | Área comercial de Osu |
| 2007 | 12 | Brasil China Dinamarca Francia Alemania Italia Japón Corea del Sur México Singapur España Tailandia | Tōru Furuya Shoko Nakagawa  | 5 de agosto               | Oasis 21              |
| 2008 | 13 | Brasil China Dinamarca Francia Alemania Italia Japón Corea del Sur México Singapur España Tailandia Estados Unidos | Tōru Furuya Natsuki Katō    | 2 de agosto               | Área comercial de Osu |
| 2008 | 13 | Brasil China Dinamarca Francia Alemania Italia Japón Corea del Sur México Singapur España Tailandia Estados Unidos | Tōru Furuya Natsuki Katō    | 3 de agosto               | Oasis 21              |
| 2009 | 15 | Australia Brasil China Dinamarca Finlandia Francia Alemania Italia Japón Corea del Sur México Singapur España Tailandia Estados Unidos | –                           | 1 de agosto               | Área comercial de Osu |
| 2009 | 15 | Australia Brasil China Dinamarca Finlandia Francia Alemania Italia Japón Corea del Sur México Singapur España Tailandia Estados Unidos | –                           | 2 de agosto               | Oasis 21              |
| 2010 | 15 | Australia Brasil China Dinamarca Finlandia Francia Alemania Italia Japón Corea del Sur México Singapur España Tailandia Estados Unidos | –                           | 31 de julio               | Área comercial de Osu |
| 2010 | 15 | Australia Brasil China Dinamarca Finlandia Francia Alemania Italia Japón Corea del Sur México Singapur España Tailandia Estados Unidos | –                           | 1 de agosto               | Oasis 21              |
| 2011 | 17 | Australia Brasil China Dinamarca Finlandia Francia Alemania Italia Japón Corea del Sur Malasia México Países Bajos Singapur España Tailandia Estados Unidos                                                                                                   | –                           | 6 de agosto               | Área comercial de Osu |
| 2011 | 17 | Australia Brasil China Dinamarca Finlandia Francia Alemania Italia Japón Corea del Sur Malasia México Países Bajos Singapur España Tailandia Estados Unidos                                                                                                   | –                           | 7 de agosto               | Oasis 21              |
| 2012 | 22 | Australia, Brasil, China (PRC), Dinamarca, Finlandia, Francia, Alemania, Hong Kong (Observador), Indonesia, Italia, Japón, Corea del Sur, Malasia, México, Países Bajos, Rusia, Singapur, España, Taiwán (Observador), Tailandia, Reino Unido, Estados Unidos | –                           | 4 de agosto               | Oasis 21              |
| 2012 | 22 | Australia, Brasil, China (PRC), Dinamarca, Finlandia, Francia, Alemania, Hong Kong (Observador), Indonesia, Italia, Japón, Corea del Sur, Malasia, México, Países Bajos, Rusia, Singapur, España, Taiwán (Observador), Tailandia, Reino Unido, Estados Unidos | –                           | 5 de agosto               | Área comercial de Osu |
| 2013 | 24 | , (PRC), , (Observador), , (Observador), , (Observador), , (Observador) | –                           | 3 de agosto               | Oasis 21              |
| 2013 | 24 | , (PRC), , (Observador), , (Observador), , (Observador), , (Observador) | –                           | Agosto 2                  | Área comercial de Osu |
| 2014 | 26 | , (PRC), , (Observador), , (Observador), , (Observador) | –                           | 2 de agosto               | Aichi Arts Center     |
| 2014 | 26 | , (PRC), , (Observador), , (Observador), , (Observador) | –                           | 3 de agosto               | Área comercial de Osu |
| 2015 | 28 | , (Observador), (PRC), , , , (Observador), , , , | –                           | 1 de agosto               | Aichi Arts Center     |
| 2015 | 28 | , (Observador), (PRC), , , , (Observador), , , , | –                           | 1 de agosto               | Área comercial de Osu |
| 2016 | 30 | , , (PRC), , , , , , , , , , | –                           | 6 de agosto (Semifinales) | Aichi Arts Center     |
| 2016 | 30 | , , (PRC), , , , , , , , , , | –                           | 7 de agosto (Final)       | Área comercial de Osu |

- En 2016, debido al aumento de países, se decidió hacer dos semifinales el sábado y la final el domingo

## Organizaciones y eventos asociados
Las siguientes organizaciones realizan los concursos eliminatorios que eligen al representante del país para el Cosplay Championship desde 2005. Desde su creación nuevos países año con año comenzaron a formar parte de los competidores y observadores dentro de la final del WCS Japón, aún ahora nuevos países continúan integrándose como observadores del mismo. El alcance que ha conseguido el WCS, ha sido de tal magnitud que organizaciones variadas han formado parte de las competencias de selección de sus respectivos países, como es el ejemplo de Taiwán (quien fue observador por dos años previos) y la Taiwan Cosplay Promotion Association. Las organizaciones y eventos continúan fomentando y apoyando la expansión del evento y el Cosplay mismo, teniendo hasta el momento 22 países partícipes del Cosplay Championship.
- Animania
- Yamato / Festival do Japão
- Otakuthon
- Howell International Trade Fair Ltd.
- J-Popcon
- Animexx / Connichi
- Cosplay Finland Tour/ Tracon
- Japan Expo
- ROMICS
- Nipponbashi Street Festa (Osaka)
- Samsung Everland/ Wonder Cosplay Festival
- Expo-TNT GT
- Cosfest
- FICOMIC / Salón del Manga (Ficomic / Salón del Manga de Barcelona)
- Comic Con Stockholm
- Negibose Tailandia / Oishi Group
- Anime Central
- Hinode
- Hyper Japan
- Indonesia Cosplay Grand Prix[7]
- Anime Alliance Philippines[8]
- Iberanime (2014)
- PLAMO Q8 (enlace roto disponible en Internet Archive; véase el historial, la primera versión y la última). Con (2014)
- Animecon
- Plus Ultra World Cosplay Summit Costa Rica (enlace roto disponible en Internet Archive; véase el historial, la primera versión y la última).

### Antiguas organizaciones y eventos asociados
- Brasil Editora JBC (2006-2015)
- Hangzhou True Design Company Ltd. (2005–2007)
- Epitanime (2005)
- Anime Expo (2004, 2005)
- Cosplay Festa in Tokyo Dome City (Tokio, 2006–2008)
- Layered XTRM at Osaka Castle Bandshell (Osaka, 2007)
- Cosplayers JAM Revolution (Osaka, 2008)
- New York Anime Festival (2008, 2009)
- FanimeCon (2010)[9]
- AM2 (2011)[10]
- Katsucon (2012)

### Página oficial
- Página oficial del World Cosplay Summit - (en inglés)
  - Archivos: 2003 - (en japonés)
  - Archivos: 2004, 2005, 2006, 2007 - (en inglés)

### Páginas web de organizadores asociados
- Brasil Etapa JBC Brasil Archivado el 29 de agosto de 2008 en Wayback Machine. - (Portugués)
- Dinamarca Danish Cosplay Summit - (Danés)
- Alemania World Cosplay Summit
- Finlandia Cosplay Finland - (Finlandés)
- México WCS stage México - (Español)

### Otros sitios
- Preliminares en Brasil
- Grupo en DevianrART dedicado a seguir el WCS

- Datos: Q2300454
- Multimedia: World Cosplay Summit / Q2300454